# The Big Black
The Big Black è il terzo album della band inglese heavy metal Orange Goblin pubblicato nel 2000 dall'etichetta Rise Above Records. Nel 2004 l'album viene ristampato dalla Rise Above, che vi include una traccia bonus: una cover di Into the Void dei Black Sabbath. Nell'uscita originale giapponese, questa traccia compare normalmente nella tracklist.

## Tracce
1. Scorpionica - 3:13
2. Quincy the Pigboy - 3:55
3. Hot Magic, Red Planet - 3:51
4. Cozmo Bozo - 5:59
5. 298 kg - 3:54
6. Turbo Effalunt (Elephant) - 3:33
7. King of the Hornets - 5:13
8. You'll Never Get to the Moon in That - 4:21
9. Alcofuel - 2:23
10. The Big Black - 11:52
11. Into the Void (cover dei Black Sabbath, traccia bonus)

## Formazione
- Ben Ward - voce
- Pete O'Malley - chitarra solista
- Joe Hoare - chitarra ritmica
- Martyn Millard - basso
- Chris Turner - batteria